# 강원특별자치도수산자원연구원
강원특별자치도수산자원연구원(江原特別自治道水産資源硏究院)은 지방자치법 제114조에 따라 동해연안의 수산자원을 증식·보호하고, 새품종의 시험개발과 양식기술 보급을 위해 설치된 강원특별자치도청 소속기관이다. 강원특별자치도 강릉시 연곡면 해안로 1230에 위치하고 있다.

## 같이 보기
- 강원특별자치도청